# Aigyptos (Sohn des Aigyptos)
Aigyptos (altgriechisch Αἴγυπτος Aígyptos) ist in der griechischen Mythologie einer der 50 Söhne des Aigyptos, des Zwillingsbruders von Danaos. Seine Mutter war Gorgo, die mit Aigyptos fünf weitere Söhne hatte: Periphas, Oineus, Menalkes, Lampos und Idmon.
Für die Massenhochzeit der 50 Söhne des Aigyptos mit den 50 Töchtern des Danaos, bei der das Los über die Paarbildungen entschied, wurde ihm Dioxippe, die Tochter der Pieria, als Gemahlin zugewiesen. Wie die übrigen Söhne des Aigyptos mit Ausnahme des Lynkeus wurde er in der Hochzeitsnacht von seiner Ehefrau getötet.